# پسرودندان
پسرودندان(نام علمی: Aublysodon) نام یک سرده از تیره تیرانوسارید است.